# Pirascca sticheli
Espèce
Pirascca sticheli est une espèce d'insectes lépidoptères (papillons) appartenant à la famille des Riodinidae et au genre Pirascca.

## Dénomination
Pirascca sticheli a été décrit par Percy Ireland Lathy en 1932 sous le nom de Phaenochitona sticheli.

### Sous-espèces
- Pirascca sticheli sticheli, présent en Équateur.
- Pirascca sticheli kawensis Brévignon, 1998 ; présent en Guyane[1].

## Écologie et distribution
Pirascca sticheli est présent en Équateur et en Guyane.

### Protection
Pas de statut de protection particulier.